# 環境政策学
環境政策（かんきょうせいさく、英: environment policy）は、環境問題に対する政策手段およびそれを研究する学問。環境劣化・環境汚染・環境破壊・環境攪乱などの課題に対して、公共政策学・環境法・環境経済学・環境工学・環境教育学・国際協力学・環境倫理学などの知見をベースとしながら、実際の課題について、科学の不確定要素など将来予測の不完全性を勘案した上で、現実的に、社会への変革手段としてどのような政策が打てるかを考え、あるべき未来とそこへ至る道を実現するために必要な方策を提案していくことを目的とする、問題解決型の研究、政策学の一分野および、そのような政策群のこと。

## 政策手法
政策手段は大きく、規制・経済的手法・情報的手法に分類される。規制的手段には様々な副作用がある場合があることが環境経済学分野の研究によって明らかになっており、経済的手法や情報的手法などのインセンティブに基づく手法の研究が進んでいる。
規制
- 技術指定・達成基準設定/数量規制（環境基準・排水基準など）・禁止・許認可・勧告・計画

経済的手法
- 環境税・課徴金・デポジット・排出権取引など

情報的手法
- 記録・情報公開・ラベリング・基準認証・資格制度など

その他
- 科学技術研究

## 環境政策とアカウンタビリティ
環境政策は、"新たな制度の導入"においては、異なる価値観による将来像の乖離、そこへ至る方法における各論など、合意形成の問題を伴うことがある。また"自然再生事業"のような方法をとる場合、環境アセスメントの実施だけでなく、実施方法について合意形成を行う必要が出てくる。たとえば、国連欧州委員会のオーフス条約においては、「情報へのアクセス、ステークホルダーの意志決定への参加、訴訟制度との連動」があるが、環境政策を実際に実行に移して行くには、アカウンタビリティを担保するための制度が同時に整備されていくことが望ましい。

## 関連
- 国家環境政策法（米国）
- アメリカの環境と環境政策
- 日本の環境と環境政策
- 持続可能性、持続可能な開発
- 予防原則
- 汚染者負担の原則(PPP)、拡大生産者責任(EPR)
- 戦略的環境アセスメント、環境アセスメント
- 環境経済学、外部不経済/内部化
- 限界均等化原理
- 自治型社会
- トップランナー制度
- 環境モニタリング
- 環境データベース
- 環境教育
- アジェンダ21
- 環境共生、参加
- 循環型社会
- 国際的取り組み
- 環境問題のトリレンマ
- 世代間倫理
- リスク論
- 畑明郎

## 参考
- 環境政策論（倉阪秀史）
- 公務員研修双書 環境政策（橋本道夫）
- 環境政策学 環境問題と政策体系（石坂匡身）
- OECDレポート：日本の環境政策（OECD）
- Environmental Policies and Instruments
- 環境学の技法（石弘之 編）
- 市民参加と合意形成（原科幸彦）
- 環境経済・政策学の基礎知識（佐和隆光、環境経済・政策学会）

## リンク
- 環境経済・政策学会
- 環境省総合環境政策局
- 経済産業省産業技術環境局環境政策課
- 国土交通省総合政策局環境政策課